# Loc de adeverire

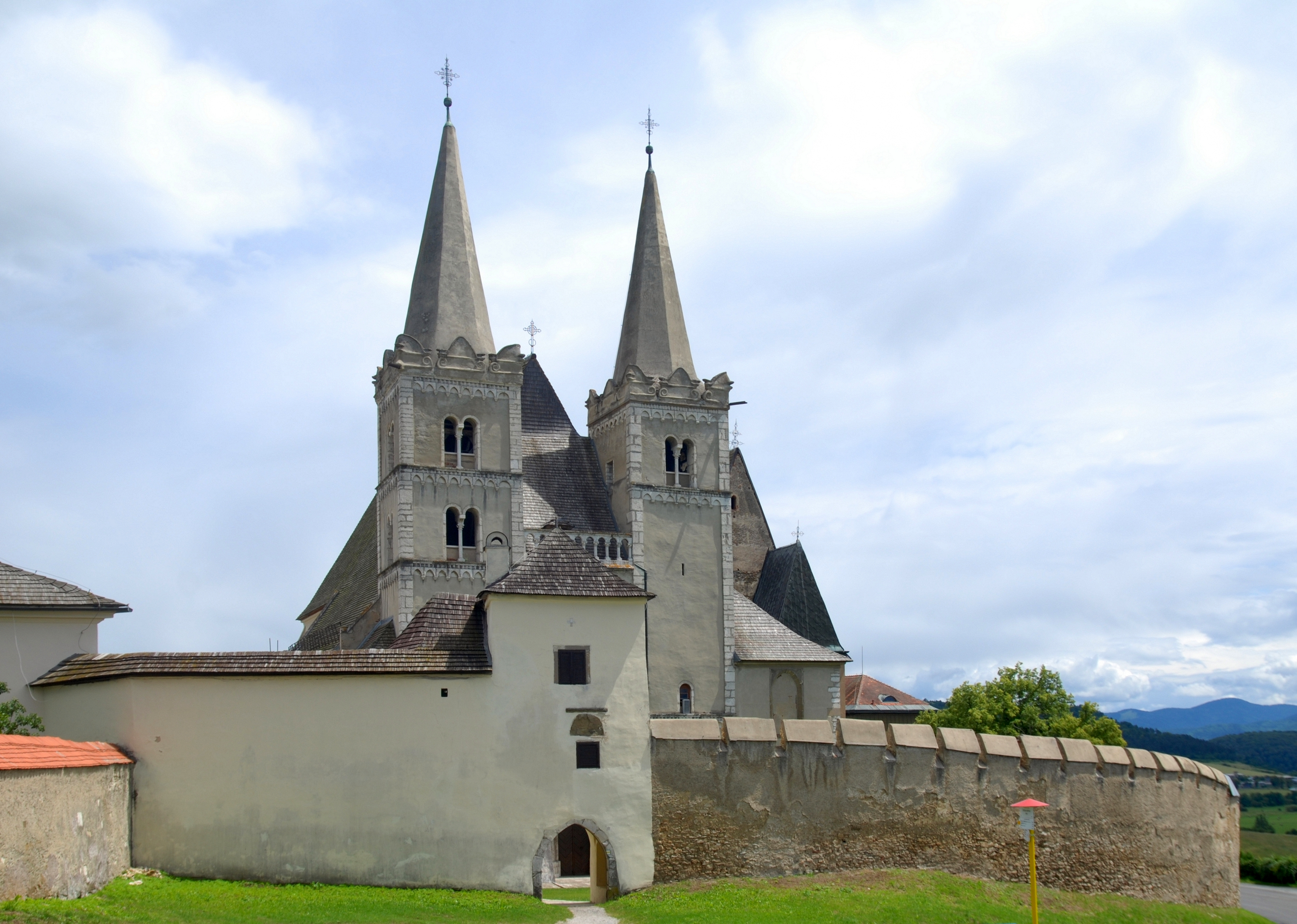
Spišská Kapitula (Capitlul Țipțer), în prezent în Slovacia

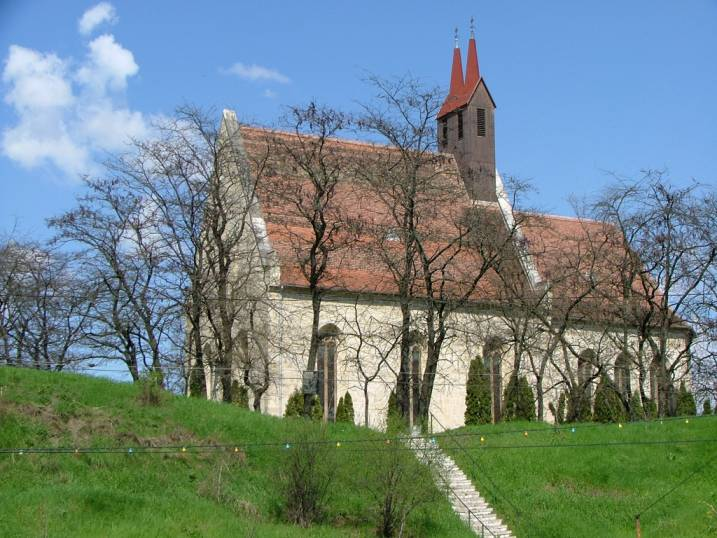
Mănăstirea de la Cluj-Mănăștur

Locul de adeverire (în latină locus credibilis, plural loca credibil(i)a, în maghiară hiteleshely) a fost în Ungaria medievală instituția împuternicită să emită acte autentice, de regulă capitlul unei episcopii sau al unui ordin călugăresc. 